# Yangchun
Yangchun, även romaniserat Yeungchun, är en stad på häradsnivå i Yangjiangs stad på prefekturnivå i provinsen Guangdong i sydöstra Kina. Den ligger omkring 200 kilometer sydväst om provinshuvudstaden Guangzhou. 
Yangchun är indelat i ett stadsdelsdistrikt och 15 köpingar.
Stadsdelsdistrikt (jiedao):

- Chuncheng (春城街道)

Köpingar (zhen):

- Bajia (八甲镇)
- Chunwan (春湾镇)
- Gangmei (岗美镇)
- Guigang (圭岗镇)
- Hekou (河口镇)
- Helang (河朗镇)
- Heshui (合水镇)
- Mashui (马水镇)
- Pimian (陂面镇)
- Sanjia (三甲镇)
- Shiwang (石望镇)
- Shuangjiao (双窖镇)
- Songbai (松柏镇)
- Tanshui (潭水镇)
- Yongning (永宁镇)